# Seur

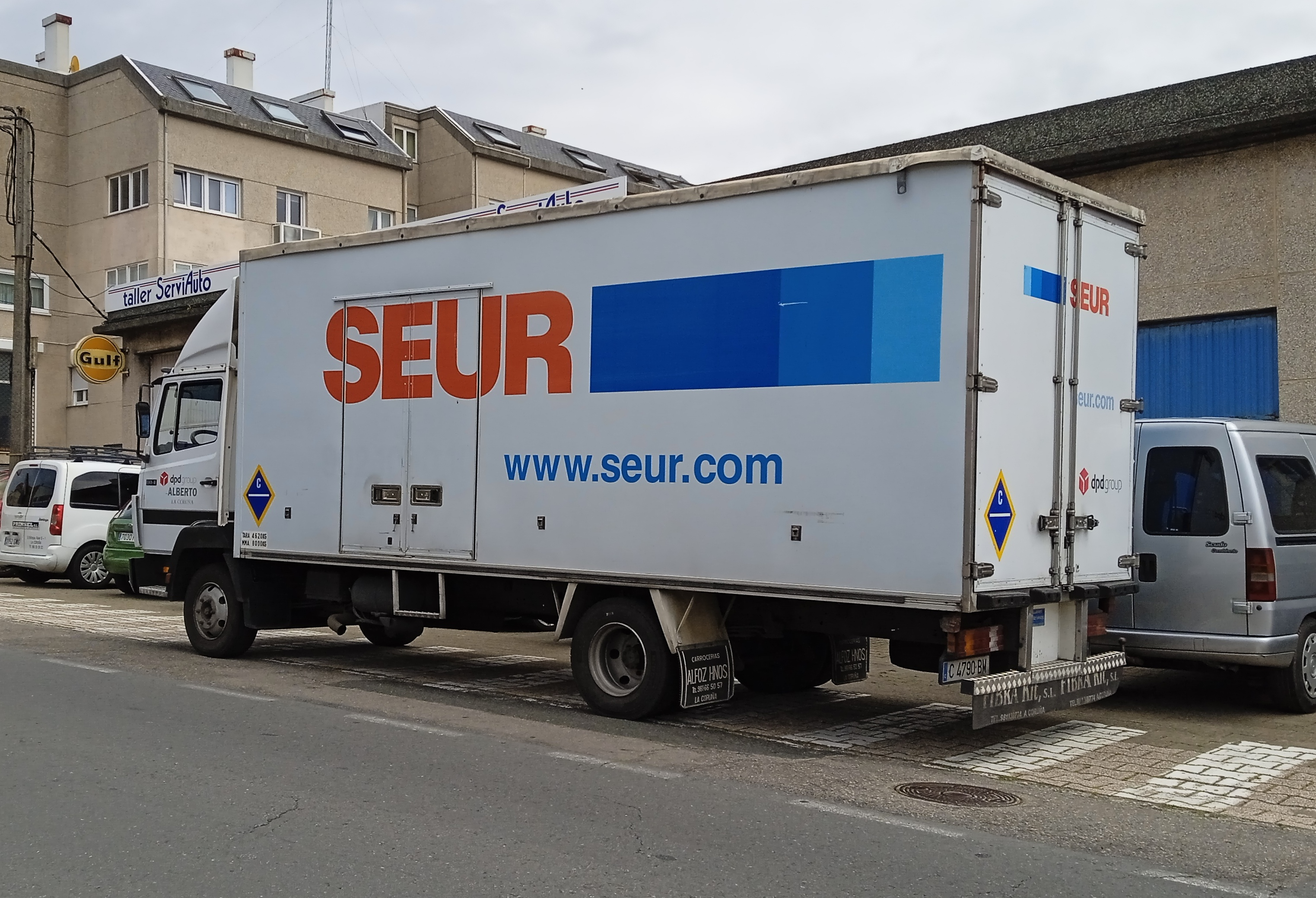
Vehículo de Seur

SEUR (Servicio Español Urgente de Reparto) es una empresa de transporte filial del grupo francés DPDgroup, que opera en España. Cuenta con una trayectoria de 80 años en el sector, integrando actualmente cuatro grandes ejes de negocio: internacional, comercio electrónico y logística de valor añadido.
SEUR tiene una estructura compuesta por más de 10.000 profesionales, más de 3.500 tiendas SEUR Pickup y 500 lockers. La compañía también entrega en 230 países, mediante las redes de GeoPost/DPDgroup.
La compañía gestiona su acción social mediante Fundación SEUR cuyo principal objetivo es el apoyo y protección de la infancia y la juventud.

## Historia
SEUR fue fundada en 1942 por Justo Yúfera Cerdán. Su primer servicio fue el transporte por ferrocarril de paquetes entre Madrid y Barcelona en un plazo de 24 horas. En las décadas posteriores, SEUR amplia su red de reparto hasta cubrir las principales ciudades de la península ibérica e inicia un proceso de internacionalización.
En el año 2004 GeoPost, filial de La Poste (empresa estatal de correos de Francia), entra en el capital de SEUR y empieza a adquirir gradualmente franquicias de la empresa en España hasta controlar la mayoría de la compañía en 2012.
En la actualidad, sus principales rivales en el sector del transporte son multinacionales como UPS, FedEx, DHL y TNT, GLS y otras empresas nacionales como MRW, Halcourier, Nacex, Celeritas, Chronoexprés, Bpack, Packlink Shipping, Transpack, Sending Transporte Urgente o Trans-Urgente.